# Atractodes repudiatus
Atractodes repudiatus là một loài tò vò trong họ Ichneumonidae.